# 성혼
성혼(成渾, 1535년 6월 25일~1598년 6월 6일)은 조선 좌찬성 직책을 지낸 조선 중기의 문신, 작가, 시인이며 성리학자, 철학자, 정치인이다. 자(字)는 호원(浩原), 호는 우계(牛溪), 또는 묵암(默庵)이며, 시호는 문간(文簡), 본관은 창녕이다. 성수침의 아들이자 문하에서 수학하다 휴암 백인걸 문하에서 배웠다. 이때 이이를 만나 평생 친구로 지냈다. 학행으로 천거되어 거듭 사퇴하였으나 이이의 권고로 출사했고, 이이 사후에 출사하여 의정부좌찬성에 이르렀다. 문묘에 종사된 동방 18현 중의 한 사람이다.
서인 영수로 진사시에 합격한 후 복시(覆試)를 포기하고 학문에 전념할 뜻을 세웠다. 선조 때 여러 관직에 제수되고도 나가지 않았으나, 이이의 거듭된 추천으로 출사했다. 이런 연유로 동인들로부터 서인으로 지목되어 공격을 받았다. 심의겸이 몰락한 뒤 서인을 지도하였다. 그 뒤 동인과 서인의 갈등을 중재하려 노력했으나 실패하였고, 정여립의 난과 기축옥사 당시 최영경, 정개청을 구원하려다가 실패하면서 역으로 동인들로부터 그가 최영경, 정개청 등을 죽게 했다는 누명을 쓰게 되었다.
1592년(선조 25년) 임진왜란 때 세자인 광해군의 부름을 받아 그를 돕고 평양에 올라가 선조를 만났으나, 왜란 초 선조가 피난할 때 행차하는 길목에 살면서도 호종하지 않았다 하여 동인 이홍로로부터 공격을 받았다. 이후 죽은 후에까지 동인들과 남인들의 공격을 받았다. 1593년 세자 광해군 분조의 부름을 받고 우참찬에 올랐고, 좌참찬 (참찬:정2품), 좌찬성(종1품)을 역임했다. 1593년(선조 26) 의주파천에서 환도하고 1년 후인 1594년 영의정 유성룡 등과 함께 일본과 화의를 체결할 것을 주장했다가 동인의 맹공격을 받고, 선조의 눈밖에 났다. 윤선거의 외할아버지이자 윤증의 진외증조부(아버지의 모친의 이버지)이다.
이황의 이기이원론과 이이의 이기일원론의 절충을 취하였으며, 학문 연구를 하다 생애 후반에는 관직에 투신하여 찬성(讚成)에 이르렀고, 서인의 당수로 활동했다. 임진왜란이 일어나자, 광해 세자를 모시었고, 1594년 의정부 좌참찬(議政府左參贊)에 임명되어 취임했다. 그해에 좌찬성으로 승진했고 비변사 회의에 참여하여 시무 12조를 올렸다. 1594년 좌참찬으로 있을 때 영의정 유성룡(柳成龍)과 함께 주화론을 주장한 일이 문제되어 매국노로 낙인찍혀 정계에서 은퇴한다. 율곡 이이, 송강 정철, 구봉 송익필과 친분이 깊었다. 조헌, 김덕령, 정철, 윤황, 황신, 이귀, 김자점 등이 그의 문하생이다. 아버지 성수침과 휴암 백인걸의 문인.

## 생애

### 초기 활동

#### 출생과 생애 초기

아버지 성수침의 글씨

우계 성혼은 1535년에 한성부 순화방(順和坊)에서 태어났다. 아버지는 사후 의정부좌의정에 추증된 성리학자 성수침(成守琛)이고, 어머니는 파평윤씨(坡平尹氏)이다.
고려가 망하자 은거한 성여완(成汝完)의 후손으로, 함흥차사로 유명한 성석린(成石璘)의 종6대손이며 그의 동생인 예조판서 성석인(成石因)의 6대손이었다. 종6대조 성석용은 성삼문과 성담수, 성담년의 증조부이며 이기의 고조부모였다. 5대조 성억은 좌찬성이었고, 고조부 성득식은 한성부 판윤을 지냈다. 증조부 충달은 현령을 지내고 사후에 이조판서로 증직되었고, 할아버지 사숙공 성세순은 지중추부사를 지냈다.
아버지 성수침은 정암 조광조의 문인으로, 그는 어려서부터 아버지 성수침에게 학문을 배웠다. 1539년(중종 34년) 5세 때, 기묘사화 후 정세가 회복되기 어려움을 깨달은 아버지 성수침을 따라 경기도 파주 우계로 옮겨 살았으며 이후 파주에서 자랐다. 이후 파주 출신인 율곡 이이(李珥)를 만나 친구가 되어 그와 오랫동안 친분관계를 쌓게 된다.
어려서부터 영특하였다. 그는 일찍부터 그는 말을 삼가였고, 성품이 독실하였고 민첩하였다. 청소년기가 되어서는 자신이 거주하는 집 이름을 묵암이라 하고, 이를 호로 삼아 자신을 경계하였다. 그 뒤 정암 조광조와 퇴계 이황을 사숙하여 학문에 정진하였다.

#### 청소년기

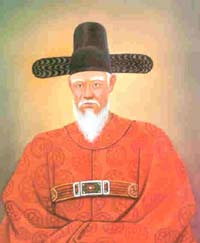
스승 휴암 백인걸
(그는 조광조, 김식, 김안국의 학통을 다시 율곡 이이와 우계 성혼에게 전수하였다.)

1551년(명종 6년) 순천군수 신여량(申汝梁)의 딸과 결혼했다. 17세 때 생원시에 입격하여 생원(生員)이 되고, 그해 진사시에 합격하여 진사가 되었다. 그 뒤 1552년(명종 7) 감시 초시에 합격했으나 병으로 복시를 못 치러 과거를 포기하였다. 이후 아버지 성수침의 문하에서 수학하다가 다시 휴암 백인걸(白人傑)의 제자가 되어 성리학을 연구하였다. 휴암 백인걸은 정암 조광조의 문인의 한 사람이었다. 그는 백인걸에게서 그는 《상서(尙書)》를 배웠으며, 당시 같은 고을에 살던 이이와 본격적으로 나이를 초월한 도의지교를 맺었다.
아버지 성수침의 문하생인 장포(長浦) 김행(金行) 역시 성수침의 문하와 백인걸의 문하에서 동시에 수학하였다. 장포(長浦) 김행은 그를 친아우처럼 아꼈고, 평생 그와 형제처럼 지냈다.
그 뒤 관직에 나가는 것 대신 학문 연구와 독서로 소일하며 퇴계 이황과 남명 조식 등을 찾아가 세상과 사물의 이치를 논하기도 하였다. 이황의 이기이원론과 인심, 도심에 대한 견해에 감격한 그는 그 뒤 이이와 '사단칠정 이기설'을 토론하고 새로운 학설을 주창하였다. 또한 이황의 이기이원론과 이이의 이기일원론의 절충을 주장하기도 했으며, 이이의 이기일원론에 반대하여 논쟁을 벌이기도 했다.
아버지 성수침의 문하에서 수학하여 조광조의 학통을 이었다. 그는 관직에 욕심내지 않고 성리학 학문 연구와 제자들을 길러내는데 주력하였는데, 조헌(趙憲), 정철, 황신(黃愼), 윤황, 정엽(鄭曄), 이귀, 김자점 등이 그의 문하생들이었다. 이 중 팔송 윤황은 그의 사위이자, 후일 미촌 윤선거의 아버지이고, 명재 윤증의 할아버지이다. 이귀는 인조반정의 공신으로 의정부영의정에 이르렀고, 김자점은 인조반정에 가담하여 의정부영의정까지 이르렀으나 효종의 북벌을 누설했다가 사형당한다.
학문적 소양이 널리 알려지면서 그의 문하에 배움을 청하러 오는 젊은이들이 찾아왔다. 그는 서실을 짓고 과거 응시를 준비하는 학생들을 가르치며 소일하였다. 날로 문하생이 늘어나자 가르치는 일을 게을리 하지 않고, 서실의 내규를 지어 제생들에게 행동 규범으로 삼게 하기도 했다.

### 이이와 사단칠정 논쟁
그는 율곡 이이와 오래 교분을 쌓았으나, 성혼은 학설에 있어서는 퇴계 이황의 이기호발설을 지지하였다. 기발이승일도설을 지지하는 이이와 6년간 대화 또는 서신을 주고받으며 사단칠정에 대한 논쟁을 하기도 했다.
그러나 이후에도 그는 이이와 사이가 갈라지지 않고 친하게 지냈다.

### 정치 활동

#### 정치 활동과 후학 양성
경기도관찰사 윤현(尹鉉)의 천거로 특별히 전생서 참봉(參奉)을 제수받았는데, 이후 계속 조정으로부터 벼슬이 내려졌으나 성혼은 이를 모두 사양하고 후학을 양성하는 데 힘썼다. 그 뒤 적성현감에 제수되었으나 고사하고 취임하지 않았다. 그 뒤 여러 번 관직이 내려졌으나 사양하였고 공조좌랑과 공조정랑을 잠시 지내고 관직을 사퇴하였다. 그 뒤 이이 등이 찾아와 그에게 관직에 투신할 것을 권고하였으나 그는 사양하였다. 명종 말엽에 이량, 이기, 심통원, 윤원형 등의 외척 권신들이 몰락하고 사림파들이 정치에 등용되자 그 역시 출사하였다. 그러나 오래 머물러있지 않거나 사양하기를 반복했다.
1564년 아버지이자 첫 스승인 성수침의 상을 당하다. 부친이 병환에 위독할 때 그는 두번이나 자신의 허벅다리 살을 베어 약에 타서 드리기도 하였다. 그러나 소생없이 부친상을 당하자 3년간 시묘살이를 하였다.
명종이 죽고 선조가 즉위하자 그는 인재를 초빙하는 정책을 펴, 선조 초년에 그는 학덕으로 천거되어 참봉(參奉)·현감 등을 제수받았으나 출사하지 않고, 파산에서 학문 연구와 후학 양성에만 전념하였다. 그 뒤로도 장원(掌苑), 조지서 사지, 주부, 판관, 첨정 등의 직책이 내려졌으나, 그는 이를 모두 고사하고 취임하지 않았다. 그러나 을해당론 이후 심의겸, 정철 등을 중심으로 서인이 형성되자 그는 서인의 지도자로 활동했다.
학문 연구와 후학 교육 활동에도 참여하여, 그의 문하에서는 오윤겸, 김장생, 김집, 조헌, 김상용, 이귀, 김덕령, 이시백, 조식, 정엽, 윤훤, 조건 등이 배출되었다. 또한 그의 친구인 율곡 이이의 문하생인 조헌, 한교, 이귀, 정엽, 황신 등은 율곡 이이의 문하와 우계 성혼의 문하에 두루 출입하여 수학하였다.

#### 출사와 관료 생활 초반

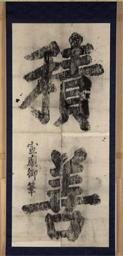
선조 어필

1567년 선조 즉위 후 이이가 선조에게 권하여 종묘 서령의 벼슬을 내렸으나, 병으로 등청하지 못하자 왕이 약을 보내 주었다. 1568년(선조 1년)에는 이황을 만나 사물을 담론하였다. 이때 그는 이기일원론을 주장하였으나, 이후 절충적인 입장으로 선회한다. 그 뒤로 1572년부터 7년간 이이와 수시로 서신을 주고받으며 이기 논쟁을 한다. 경기도감사 윤현(尹鉉)의 천거로 전생서참봉에 제수되었으나 사퇴하였다. 전생서 참봉에 제수받은 것을 시작으로 계속 벼슬이 내려졌으나 모두 사양하고 후학을 양성하는 데 힘썼다. 이후 현감, 사헌부지평 등에 임명되었으나 사양하고 취임하지 않았다.
1573년 공조좌랑·사헌부지평, 1575년 공조정랑, 1581년 정월에는 종묘서령(宗廟署令)으로 체임되어 내려가던 중 귀향을 허가받지 못하여 다시 한성으로 상경하였다. 그가 되돌아오자 왕이 직접 문병하고 약을 하사한 뒤 치도를 물었다. 그러자 그는 치도의 방법으로 간단하게 '임금은 반드시 몸과 마음을 수습하여 망므과 기운을 항상 맑게 하면 근본이 서서 의리가 밝게 드러날 것입니다.'라 하였고, '나라가 다스려지고 혼란해짐은 일정함이 없어서 오직 임금의 한 마음에 달려 있습니다. 그러나 반드시 어진 보필을 얻고 훌륭한 인재를 널리 수합하여 여러 지위에 두면 훌륭한 정치와 교화를 이룰 수 있습니다.'라고 의견을 개진하였다.
선조가 오늘날 조정의 인재는 어떠한가 하고 묻자 그는 '몸을 용납하여 지위만 보전하려는 자가 많고 임금을 올바른 도리로 인도하는 자가 적으니, 이는 우려할 만합니다.' 하였다. 또 백성을 구제할 계책으로 '수입을 헤아려 지출을 하고 위에서 덜어 아래에 보태 주어야 하니, 이는 인심을 굳게 결속시켜 하늘에 영원한 명을 기원하는 근본이 될 것입니다.'하였다. 그 뒤 물러 나와 상소로 지어 다시 이 내용을 강조하였다.
그 해 2월 사정전(思政殿)에 등대(登對 : 임금을 찾아 봄.)하여 학문과 정치 및 민정에 관해 진달했으며 왕으로부터 급록이 아닌 특은(特恩)으로 미곡을 하사받았다. 그 해 3월에는 사헌부 장령을 거쳐 내섬시첨정(內贍寺僉正)이 되고 4월에는 장문의 봉사(封事)를 올렸다. 그 요지는 신심(身心)의 수양과 의리의 소명(昭明)을 강조하는 한편 그 방법을 제시한 것이었다. 이와 아울러 군자와 소인을 등용함에 따라서 치란(治亂)이 결정된다고 역설하였다.

#### 개혁안
이후 그는 경연시강관으로 항상 경연에 입시하였다. 우선 불필요하게 늘어난 지역 토산물 공물부터 줄일 것을 청하였다. 공물(貢物)을 바치기 위해 지역 농민들의 생계에 해가 간다는 것과, 최우수 상품을 가져간다는 것이었다. 그는 일찍이 말하기를, '조종(祖宗)의 훌륭한 법 제도가 연산(燕山)에 의해서 온통 허물어지고 말았다. 그중에서도 공물의 진상(進上)을 중하게 늘렸던 일이 아직껏 다 개혁되지 못하고 있는데, 이를 변통하지 않는다면 좋은 정치를 이루어 나갈 수가 없을 것이다.' 하였는데, 선조는 이 점을 상당히 난처하게 여겼다. 그 뒤에 인대(引對)하는 기회에 또다시 그 주장을 펼쳤었는데, 당시 이이의 뜻도 그와 합치되어 누차 이를 언급하곤 하였으나, 동인의 반대로 끝내 성사되지 못하였 으므로 식자들이 한스럽게 여겼다.
어느날 길에서 굶주려 죽은 걸인의 참상을 보고 충격을 받았다. 그는 왕명으로 도성에 있을 때 녹봉(祿俸)을 받지 않았다. 선조가 이를 듣고 특별히 미두(米豆)를 하사하였는데, 그는 사양하였다. 사양을 하자, 선조는“부족한 것을 도와줄 때는 받는 것이 옛날의 도이다.”하며 받으라 하자 마지못해 받았으나, 그는 자신이 받은 곡물을 친척과 이웃 사람들에게 모두 나누어 주었다.
그 뒤 풍처창수(豐儲倉守)를 거쳐 전설사수(典設司守)가 되었다. 그러나 한직(閑職)에 있으면서도 경연관을 겸하여 항상 경연에 입시하였다. 대신이 계청(啓請)하여 품계를 높여 주고 통정대부 경연참찬관을 겸하게 하였는데, 이후 한직에 몸담으면서 특별히 입시(入侍)하도록 명하였다. 그 뒤 몇 차례나 상소를 올려 물러가게 해 줄 것을 청하면서 교외에 나가 명을 기다리자, 선조는 그를 소환한 뒤 인견(引見)하여 극력 만류하였다. 그러나 그가 더욱 간절하게 퇴직을 청하자 상이 비로소 우선 돌아가 있도록 허락하였다. 그 뒤 누차 사헌부 집의와 여러 시와 사 등의 정(正)에 임명되었으나 모두 사양하고 나가지 않았다.

#### 이이의 죽음과 은퇴
1581년 내섬시첨정을 사직하고 낙향했고 이후 여러 벼슬을 받았으나 대부분 사양하고 취임하지 않는다.
1583년 병조참지에 임명되어 한성부로 상경하고, 바로 이조참의가 되었다. 그 뒤 특명으로 이조참판으로 승진했으나 이이가 병으로 죽자 사직소를 올리고 낙향하였다. 이후 1585년 동지중추부사 등의 벼슬을 받았으나 대부분 취임하지 않거나 사직상소를 올리고 곧 물러났다.

#### 정여립 사건과 기축옥사
1584년 이이가 죽자 출사하여 서인의 영수가 되었고 이때문에 동인의 공격을 받기도 했으나, 1589년의 정여립의 난과 기축옥사(己丑獄事)로 동인을 일망타진하자는 데는 반대하였다.
1589년(선조 22) 겨울 다시 이조 참판에 제수되었으나 나아가지 않았다. 이때 정여립(鄭汝立)의 모반 사건이 일어나자, 왕으로부터 '국가에 큰 변고가 있으니, 경(卿)이 물러나 산중에 있어서는 안 된다.'는 밀지를 받고 조정으로 달려갔다. 그 뒤 기축옥사로 서인이 정권을 잡자 이조참판에 기용되었다. 그러나 동인을 일망타진하자는 데는 극구 반대하였다.
정여립의 옥사가 확대되어 동인의 최영경(崔永慶)이 원사(寃死)할 위험에 처했을 때 그는 정철(鄭澈)에게 구원해줄 것을 청하는 서간을 보내는 등 당파에 구애되지 않았다. 그러나 정철은 그의 부탁을 거절했고, 최영경을 위문하러 간 성혼의 아들과 측근을 최영경이 의심하면서, 최영경을 괘씸하게 본 성혼의 문하생들이 최영경을 탄핵, 그은 곤장을 맞던 중 장살된다. 그러나 최영경의 장살로 성혼에 대한 비난과 비판은 거세졌다.
이후부터 최영경의 옥사 문제로 정인홍(鄭仁弘) 등 북인의 강렬한 비난을 받았다. 또한 정여립의 옥사를 배후에서 조종한 인물이라는 루머가 확산되면서 그가 뒤에서 흉모를 꾸미는 인물로 보고, 동인들의 공격은 한층 강화되었다. 이후 관직을 사퇴하고 낙향하여 학문 연구를 하며 1591년(선조 24년) 〈율곡집〉을 교열, 평정(評定)하였으며, 간행에 기여했다.

#### 최영경의 옥사와 부정적인 시각
전라감사 홍여순은 남명 조식의 제자로 진주에 살고 있던 최영경을 길삼봉이라고 잡아들였다. 그러나 사실무근으로 판정되어 석방되었으나, 곧 두 사람이 친교가 있었다는 주장이 제기됨에 따라 최영경은 다시 잡혀와 국문을 받던 도중 의문사했다. 그는 최영경이 정여립과 사적인 친분은 있더라도 사악한 짓은 같이 하지 않을 사람이라며 변호하였으나 받아들여지지 않는다. 아들 성문준을 보내 옥에 갇힌 최영경을 위문했는데 도리어 최영경은 네 아비 때문에 투옥됐다며 성문준을 질타했다.
그러나 성혼은 정철에게 최영경을 구원하는 서신을 보내기도 했다. 선조에게도 상소를 보냈지만 간절한 상소에도 선조가 평범한 격례로 답하니 성혼은 사직하고 돌아갔다.
그는 자신과 친분이 있던 최영경을 적극 구원해줄 것을 탄원하였다. 그러나 최영경은 곤장을 맞고 죽게 되고, 시중에는 그가 최영경을 죽게 만든게 아니냐는 의혹이 돌면서 비난의 대상이 되었다.
그러나 서인이 집권하면서 이조판서로 복귀한 성혼은 좌의정 정철과 '흉혼독철'(凶渾毒澈)이라는 별칭을 얻게 되며, 동인의 화살이 그들에게 집중된다. 정여립의 난과 기축옥사 당시 최영경, 정개청을 구원하려다가 실패하면서 역으로 동인들로부터 그가 최영경, 정개청 등을 죽게 했다는 누명을 쓰게 되었다.

#### 중재와 수습의 실패

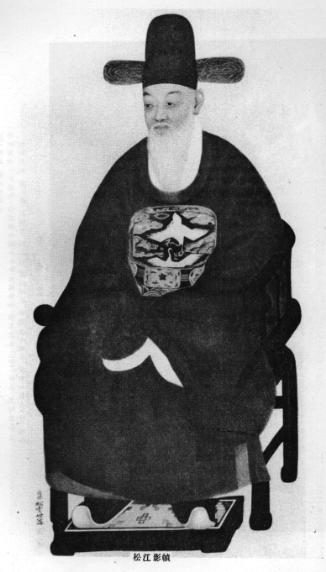
정치적 동지 송강 정철

그러나 옥사의 후유증은 계속되었고, 귀양 가거나 폄출(貶黜)당한 자들 중에는 그의 친구들도 상당수 있었다. 이후 그는 조정에 적극 출사하여 경연에서 강론을 하는 한편 동서 양당 간의 화해와 화합을 주장하는 한편 동인들에게 기축옥사의 확대는 의도한 바가 아니었음을 설득하였다. 류성룡, 우성전 등은 그의 설득을 일부 수용하였으나 이산해는 그의 해명을 변명으로 간주하였다.
특히 동인 최영경(崔永慶)의 옥사 문제로 정인홍(鄭仁弘) 등 동인 강경파들로부터 강렬한 비난을 받았다.
1591년(선조 24) 동인은 정철을 실각시킨 뒤, 정철의 처벌 문제를 놓고 남인과 북인으로 나뉘었는데 북인은 그 역시 옥사를 날조하는데 개입했다며 그를 처벌할 것을 주장하였다. 결국 동인·서인간 분쟁 조정 노력은 실패하고 만다.

### 생애 후반

#### 동인의 정치공세와 선조의 의심

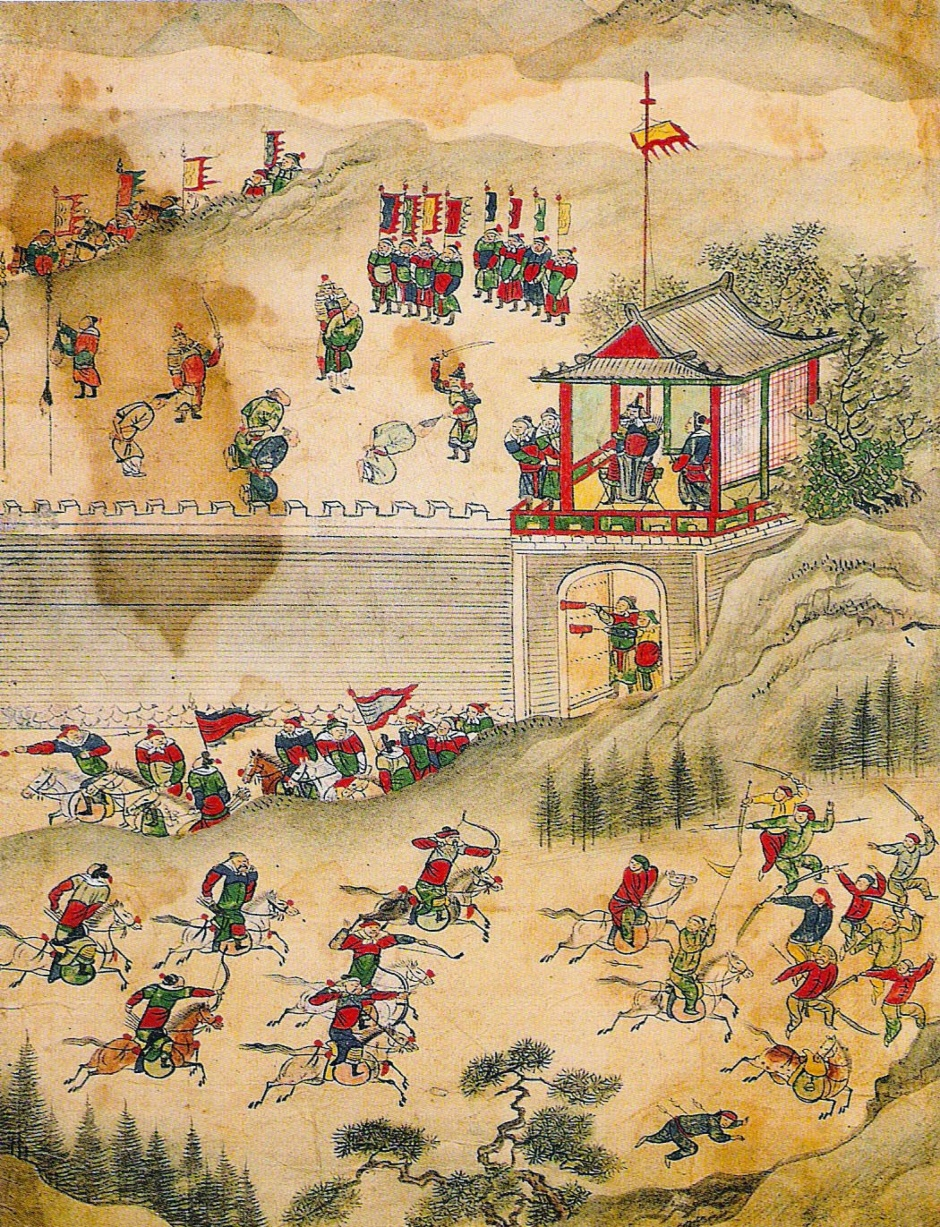
임진왜란 당시 함경도를 수복하는 북관대첩도

1592년(선조 25년) 4월 임진왜란이 일어나자, 조정의 몽양 소식을 들었으나 쉽게 가지 못하고 파주에 머무르고 있었다. 임진왜란을 당해 선조 일행이 서쪽으로 피난을 떠날 때, 선조의 어가가 임진(臨津)에 이르러서 성혼의 집을 찾자 동인 이홍로(李弘老)가 가까운 대안(對岸)의 자그마한 촌락을 아무렇게나 가리키면서 그의 집이라고 지목했다. 그러자 불쾌해한 선조가 "그렇다면 어찌하여 와서 나를 보지 않는단 말인가?"하며 역정을 내자 이홍로는 "이런 때를 당하여 그가 어찌 기꺼이 찾아와 뵈려고 하겠습니까." 하였다. 이 일 이후 조정의 대신들은 모두 성혼의 인격을 의심하게 되었다.
하였다. 광해군이 급히 성천(成川)으로 옮기니, 그는 어렵사리 성천에 도착하여 광해군을 뵙고 광해군이 그를 배려하여 붙여준 경호 병사들과 함께 즉시 말을 타고 의주(義州)에 있는 행재소(行在所)로 달려갔다. 그가 분조(分朝)에서 행재(行在)로 달려오자 이홍로는 그가 행재소로 바로 오지 않고 광해군의 처소를 들렸다가 올라왔다며 비난하였다.
| “ | 성혼이 이곳에 온 목적은 세자가 왕위를 이어받도록 도모하기 위해서입니다. | ” |

그 근거로 그가 바로 행재소로 달려오지 않고 광해군의 처소를 거쳐서 달려온 것을 근거로 들었다. 선조가 일단 그런 이야기를 누차 들어오다가 성혼이 도착하자 대노하였다. 선조는 그에게 하교를 하여 변란 초기의 일까지 소급해 거론하였는데 그 사지(辭旨)가 준열하고 엄하였다. 즉시 성혼을 파직해야 된다, 처벌해야 된다는 여론이 나타났다.
그런데 김상헌이 찬한 신도비문에 의하면 왕의 피난 사실을 예측하고 있었으나 쉽게 가지 못했던 것이라 한다. '상이 장차 서쪽으로 파천(播遷)하려 한다는 말씀을 듣고는 도성으로 들어가 국난(國難)에 달려가려 하였으나 스스로 생각하기를 ‘본래 산야에서 일어나 붕당을 한다는 죄목을 입어서 불원간에 장차 죄를 받을 것이니, 국가에 비록 위급한 일이 있으나 의리상 감히 가볍게 스스로 나아갈 수 없다. 대가가 만약 서쪽으로 행차하시게 되면 마땅히 길가에서 곡하며 맞이할 것이니, 만일 성상의 고문(顧問)을 입는다면 대가를 따라갈 것이요, 그렇지 않으면 오직 물러나 구학(溝壑)에서 죽을 뿐이다.’ 하였다.'는 것이다.

#### 임진왜란과 정치 활동
즉시 상소문을 작성하여 바로 도성에 가지 못한 자신의 죄를 스스로 논열(論列)하여 대죄하고, 장수를 선발하고 병사들을 훈련시키며 군량(軍糧)을 모으는 등의 계책을 아뢰었다. 그리고 또 아뢰기를, '적국(敵國)의 외환(外患)을 전적으로 천운의 탓으로만 돌려서는 안 됩니다. 옛날 제왕들은 변고를 만나면 혹 조서(詔書)를 내려 자책하여 존호(尊號)를 삭제하고 혹 나라를 그르친 신하들을 처벌하여 백성들로 하여금 개과천선하는 뜻을 분명히 알게 해서 국가의 흥복(興復)을 도모하였습니다. 이제 마땅히 큰 뜻을 분발하시어 통렬히 자책하며, 좌우에서 모시는 자들이 뇌물을 주고받는 일과 궁인(宮人)들이 정사에 관여하는 단서를 끊고, 정직한 선비를 등용하여 이목(耳目)의 임무를 맡기신다면 인심이 크게 기뻐하고 복종하여 원수인 왜적을 멸망시킬 수 있을 것입니다.' 하였다.

남인 당수 류성룡

그러나 왕을 호종한 신하들은 그의 상소를 변명으로 이해하여 그를 공격하려 들었다. 바로 의정부우참찬에 임명되었다가, 사헌부대사헌에 제수되었다. 그 뒤 이천에 머무르던 광해 세자의 부름을 받아 의병장 김궤(金潰)를 돕고, 경기 지역의 의병장들을 도왔으며 곧이어 검찰사(檢察使)에 임명되어 부임, 개성유수 이정형(李廷馨)과 함께 일했다.
1593년에 잦은 병으로 대가가 정주, 영유(永柔), 해주를 거쳐 서울로 환도할 때 따르지 못하였고, 특히 해주에서는 중전을 호위하던 중 발병하여 파주로 다시 내려갔다. 1594년 석담정사(石潭精舍)에서 서울로 들어와 비국당상(備局堂上)을 거쳐 좌참찬이 되었다. 이후 임진왜란 중 광해 세자를 모시었고, 1594년(선조 27) 의정부 좌참찬(議政府左參贊)에 임명되어 취임했다. 좌참찬으로 〈편의시무14조〉를 올렸으나 이 건의는 시행되지 못하였다. 그해에 좌찬성으로 승진했고 비변사 회의에 참여하여 시무 12조를 올렸다.
1594년(선조 27) 환도 직후 그는 의정부영의정 유성룡과 함께 일본과 화평을 맺을 것을 주장하였다가 동인 강경파를 비롯한 일부로부터 매국노로 규탄받자 관직을 사퇴, 연안의 각산(角山)으로 물러났다. 이후 그는 유성룡, 이정암(李廷馣)의 화평론을 옹호하다가 선조의 노여움을 샀고, 경기도 파주로 낙향하였다.

#### 은퇴와 최후
1594년(선조 27년) 걸해소(乞骸疏)를 올리고 이후 관직을 단념하고 은둔하였다.
1595년 2월 고향인 경기도 파주로 내려와 학문 연구와 후학 양성으로 여생을 보냈다. 조광조의 학통을 계승한 인물로, 조광조-성수침과 백인걸의 학통과 이황의 학설을 이어받은 성리학의 대가로 이이와 함께 <사칠속편>을 완성하였고 많은 제자들을 양성하였다. 그가 키워낸 문인들로는 조헌(趙憲), 정엽(鄭曄), 윤황(尹煌), 윤전(尹烇), 이귀(李貴), 김자점, 김장생, 강황, 윤훤, 황신(黃愼), 김류 등이 있었다. 임진왜란 때의 장군인 김덕령 역시 그의 문하에서 수학하였다.
그러나 그가 임진왜란 초기 왕의 피난에 참여하지 않았다는 이유로 비방에 시달렸다. 1597년에 정유재란이 일어나자, 윤방(尹昉)·정사조(鄭士朝) 등이 부난의 취지로 상경하여 예궐할 것을 권했지만 죄가 큰 죄인으로 엄한 문책을 기다리는 처지임을 들어 대죄하고 있었다. 1598년(선조 31년) 여름에 병이 위독해지자 먼저 아들 문준(文濬)과 제자들에게 유언을 남긴다.
| “ | 내가 군부(君父)에게 죄를 얻은 몸으로 심사(心事)를 명백하게 밝히지 못했으니 죽어도 눈을 감지 못할 것이다. 옷은 포의(布衣)로 하고 염(斂)은 지금(紙衾 종이 이불)으로 할 것이며, 띠풀을 엮어 관(棺)을 덮고 소가 끄는 수레로 장례를 치르도록 하라. 그러면 충분하다. | ” |

| “ | 내가 덕이 부족해서 사람들이 나를 참소하는 것이요, 임금에게 불충하고 사회에 덕을 닦지 못했다. 내가 죽은 후 장사를 박하게 하여 생전에 펴보지 못한 뜻을 세상에 알게 하라. | ” |

그리고 장례는 간소하게 할 것과 성현의 말씀대로 행할 것을 주문한다. 또한 어가를 보고도 묵살했다는 주장은 참소임을 호소하였다. 그해 6월 경기도 파주 파산서실(坡山書室)에서 병으로 사망한다. 죽은 후, 반대파들에 의해 관작을 빼앗겼다. 저서로는 《우계집》, 《주문지결 (朱門旨訣)》, 《위학지방 (爲學之方)》 등이 있다. 당시 그의 향년 63세였다.

### 사후
경기도 파주목 주내면 항양리(현 파주시 파주읍 항양리 산 8-2)에 안장되었다. 1602년(선조 35년) 북인들에 의해 기축옥사와 정여립 사건의 배후로 지목되어 삭탈관작되었다가, 1623년 인조반정으로 서인이 집권한 뒤 복권여론이 나와 인조 때인 1633년(인조 11년) 복직되고, 그 뒤 다시 증(贈) 대광보국숭록대부 의정부 좌의정에 추증(追贈)되었다. 그 뒤 다시 의정부영의정으로 가증(加贈)되었다.
그러나 남인들은 그가 죽은 뒤에도 임진왜란 당시 임금을 외면하였다고 꼬투리잡아 비난하였다. 1623년부터 서인계 유생들이 그를 문묘에 종향하려 하였고, 숙종 때 서인들이 집권한 경신환국 이후 이이와 함께 문묘에 종사되었으나 남인이 재집권한 기사환국 때 출향되었고, 서인이 재집권한 갑술환국 때 다시 문묘에 복향되었다. 경기도 파주의 파산서원(坡山書院), 창녕의 물계서원(勿溪書院), 해주 소현서원(紹賢書院), 논산 여산의 죽림서원 등에 배향되었다. 후에 그의 묘소 《성혼 선생 묘》는 경기도의 기념물 제59호로 지정되었다.

## 저서
- 《우계집》
- 《주문지결 (朱門旨訣)》
- 《위학지방 (爲學之方)》

## 가계
- 조부 : 성세순(成世純) - 지중추부사, 시호(諡號)는 사숙(思肅)
  - 아버지 : 성수침(成守琛)
  - 어머니 : 파평 윤씨(坡平尹氏) - 윤사원(尹士元:정현왕후의 조카)의 녀
    - 부인 : 고령 신씨(高靈申氏, 군수 신여량(申汝樑)의 딸)
      - 장남 : 성문영(成文泳)
      - 차남 : 성문준(成文濬)
        - 손자 : 성역(成櫟)
        - 손자 : 성익(成杙)
        - 손자 : 성직(成㮨)
        - 손녀 : 신민일(申敏一)
        - 손녀 : 안후지(安厚之)
        - 손녀 : 윤정득(尹正得)

      - 장녀 : 창녕 성씨
      - 사위 : 남궁명(南宮蓂) - 3남 3녀
      - 삼남 : 이름미상
      - 사남 : 이름미상
      - 오남 : 이름미상
      - 차녀 : 창녕 성씨 - 5남 2녀
      - 사위 : 윤황(尹煌) - 호는 팔송, 그의 문인이자 사위였다.

## 관련 작품
- 《징비록》 (KBS, 2015년, 배우:김효원)

## 평가와 비판
그의 절친인 율곡 이이의 평은 그는 정치인은 못되고, 다만 착실하고 성실하며 얌전한 선비라는 인물평을 남기기도 했다.

### 긍정적 평가

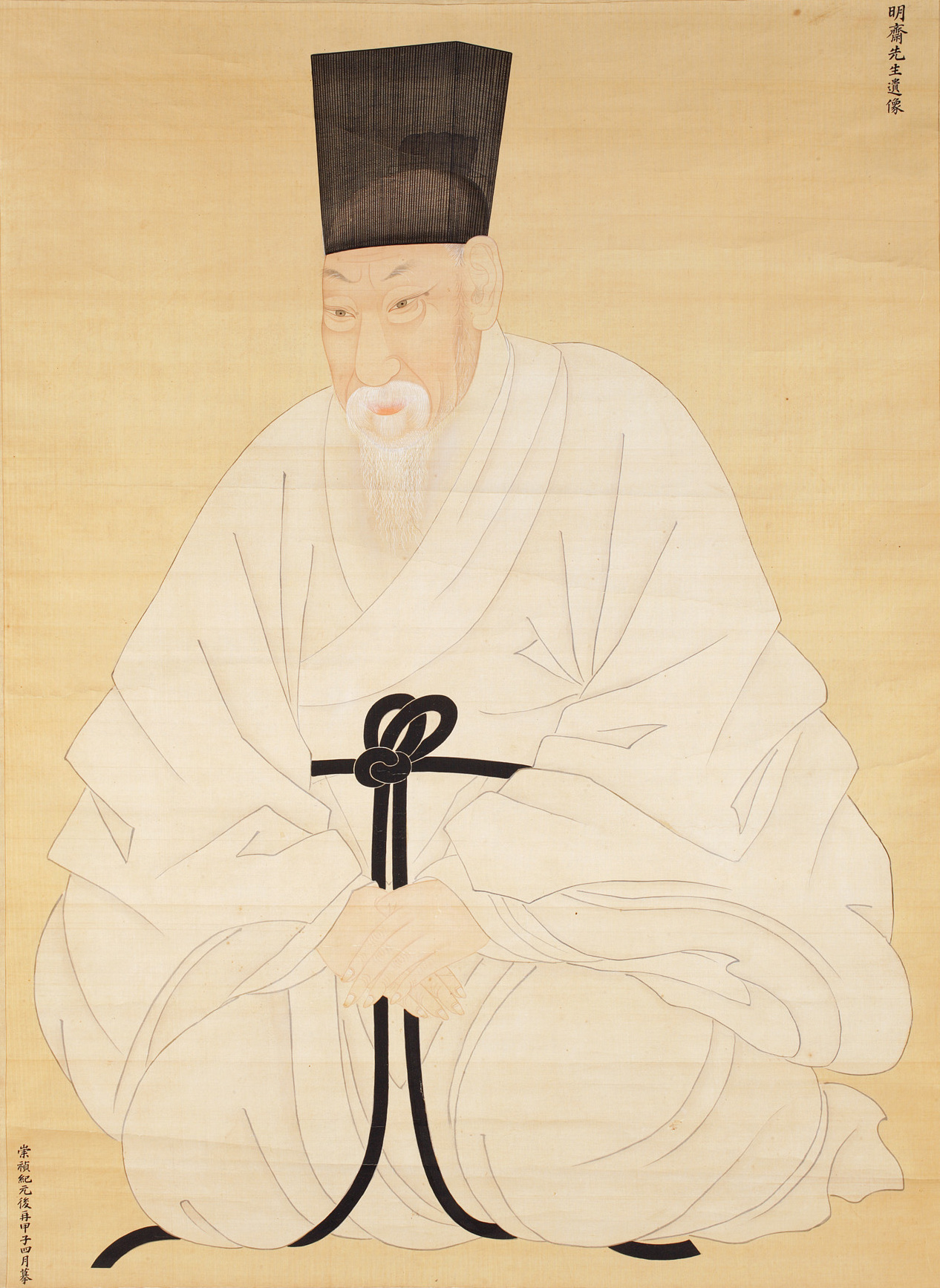
외증손자 명재 윤증
(그는 소론의 초대 당수였다.)

그의 실천과 적극성이 높이 평가받는다. 그의 오랜 친구인 이이는 그의 학문과 행적을 평가하여 "의리상 분명한 것은 내가 훌륭하지만 실천에 있어서는 미치지 못한다"고 하였다. 외손자 윤선거(尹宣擧)는 그가 '학문에 있어서 하나하나 실천한다'는 것을 높이 평가하였다.
또한 동서 정쟁에서 중재적 역할을 하려 했던 점과, 이황과 이이의 사상을 절충하여 사상적인 소모전을 해결하려 한 점이 높이 평가된다.
동시대인이자 친구인 율곡 이이는 그를 평하기를 "우계는 학문에 힘쓰는 착실한 선비이다"라고 평했고, 자신과 비교함에 있어서는 "재주는 소신이 우계보다 좀 나으나 수신과 학문의 힘씀에 있어서는 우계에 미치지 못하다"라고 하였다. 작품성에 있어서 청명 임창순은 "송익필의 초서는 기운이 넘쳐흐르고, 이이는 재기발랄하며, 성혼은 아버지 청송 성수침의 글씨를 이어받아 온화하면서 힘이 있다."고 평하기도 했다.

### 부정적 평가
만년에는 정치 활동에 적극 참여하였으며 동인들과 갈등하였다. '일찍이 은사(隱士)라는 명성이 있었으나 만년에는 공명(功名)에 빠졌다.'는 비판을 듣기도 했다. 어가가 의주로 피난갈 때 참여하지 않았다는 이유로 동인과 남인의 거듭된 비방에 시달려야 했는데, 어가 피난행렬을 알 수 있었는가, 없었는가 여부는 불확실하다.
기축옥사 때 이발(李潑)·이길(李洁), 백유양(白惟讓)의 옥사(獄事)를 구해주지 않았는데 그와 친분이 있던 최영경(崔永慶)이 옥사에 엮였을 때 도와주지 않았다 하여 비난을 받았다. 그러나 그는 최영경의 석방을 청원하였고, 아들 성문준을 보내 위문하는 등, 논란의 소지가 있다.

## 사상과 영향력

### 출사관
그는 세상이 혼탁하고 시류가 부패한 이유는 올바른 도덕군자, 선비를 등용하지 않기 때문이라고 보았다. 올바른 선비란 산림에서 학문을 닦아 도덕군자가 된 다음 임금이 예를 갖추어 벼슬길에 나와 주기를 청할 때 비로소 천하와 더불어 선(善)을 함께하고 백성에게 덕(德)을 베풀어야 한다는 것이 그의 지론이었다. 단순한 재주만으로 사람을 선발하고 사람됨됨이를 보지 않는 것이 곧 부패와 사회문제의 원인이라 보았다.

### 교육 철학
성혼은 서른일곱 살 때 자신의 교육관을 밝힌 서실의(書室儀) 22조를 지어 서당의 벽에 걸어놓고 후학들을 지도하였다.

1. 공부방에 온 사람은 새벽 일찍 일어나고 침구를 정리한다.
2. 각자 비를 들고 공부방을 청소한다.
3. 차례를 지켜 세수를 하고 의관을 바로 잡는다.
4. 제각기 책을 정리하고 바르게 앉아 조용히 글을 읽는다. 잡담을 해서는 안 되고 마음대로 외출을 해서도 안 된다.
5. 식당에서는 나이 순서로 앉아 조용히 식사를 한다.
6. 식사 후에는 나이대로 나가 잠시 쉬다가 공부방에서 책을 보면서 공부를 준비한다.
7. 틈이 나면 글을 정성들여 쓰고 토론, 논쟁을 한다. 결코 시간을 허비해서는 안 된다.
8. 수업 후 독서를 하면서 의심나면 반드시 질문한다.
9. 저녁식사 후에는 시냇가를 산책하고, 공부방에서 책을 보거나 글을 익힌다.
10. 밤이 깊으면 등잔불을 켜고 책을 읽고 밤이 더 깊으면 잠자리에 든다.
11. 잠자리에서는 손발을 가지런히 하고, 여러 가지 생각을 하지 않는다.
12. 일상은 마음대로 행동하거나 게을러서는 안 된다.
13. 말은 바르고 적절하게 해야 한다. 희롱하거나 우스갯소리를 하거나 요란스러워서는 안 된다.
14. 자리에 앉을 때는 기대지 않는다. 앉거나 일어설 때는 정숙하고 단정하고 장중해야 한다.
15. 출입을 할 때는 안정되고 정중하게 한다. 뛰거나 경솔해서는 안 된다.
16. 출입을 할 때는 선배가 앞선다.
17. 온순하고 겸손한 자세로 상대를 공경하는 태도를 갖는다.
18. 계획 없이 외출해서는 안 된다.
19. 모든 일은 겸손하게 하고 남을 함부로 무시하거나 업신여겨서는 안 된다.
20. 아침저녁으로 학업을 점검하고, 마음과 행실을 다시 점검한다.
21. 항상 부지런함과 삼가함을 생각한다.
22. 어른이 공부방에 들어오면 어린 사람은 모두 일어선다.

### 문묘 종사 반대 논란
임진왜란 당시 그가 임금의 피난 행차를 못봤는가, 보고도 가지 않았는가 여부는 그의 사후 200년간 논란거리가 되었다. 동인 이홍로는 그가 어가를 보고도 일부러 오지 않았다고 비판했고, 그는 억울함을 호소하다가 자신의 장례식을 간소하게 치루게 하라고 했다.
후일 미수 허목, 고산 윤선도, 백호 윤휴가 이이와 성혼의 문묘 종사를 반대하면서 내세웠던 논리는 바로 이홍로가 그를 공격한 것, 일부러 어가를 보고도 오지 않았다는 것이었다.

## 기타
서인 중에서도 이황의 학설을 인정, 수용하여 동인과 온건파 남인들로부터는 덜 공격을 받았다. 그러나 인조 때 그의 위패를 이이의 위패와 함께 문묘에 모시는 문제를 놓고 오랫동안 문제를 야기했다.
임진왜란 때 전사한 중봉 조헌이나 김덕령 등도 그의 문하에서 수학하였다. 사위이자 제자인 윤황의 손자가 윤증으로 소론의 영수가 된다. 그의 만년에 길러낸 제자 중에는 인조 때의 친청파 정치인 김자점도 있었다.

### 학문과 학맥
이이는 학문적으로는 김종직 학파의 직계로서, 정암 조광조와 백인걸의 학통을 계승하여 후대에 전달하는 역할을 하였다. 조광조-성수침-성혼, 성혼-정철, 조헌, 김자점, 윤황, 윤황-윤선거-윤증으로 이어지는 서인 학통과, 노론, 소론 분당 시에는 소론계 학파로 학통이 이어졌다.
친구인 이이와 함께 백인걸의 문하생이었다. 성혼은 백인걸외에도 아버지 성수침에게도 사사했는데, 백인걸과 성수침은 조광조의 문인이었다. 이들의 친구였던 노수신 역시 이연경의 문인으로, 이연경 역시 조광조의 문인이었다.
학문 경향은 이이와 1572년부터 6년간에 걸쳐 사칠이기설(四七理氣說)을 논한 왕복서신을 통해 그는 이황의 이기이원론을 지지했다. 이이와의 서신논쟁에서 그는 이황(李滉)의 이기호발설(理氣互發說)을 지지, 이이의 기발이승일도설(氣發理乘一途說)을 비판하였다. 그에 의하면 이가 기를 지배해야 된다는 이황의 사상에 동조하여 이이와는 다소 차이를 보였다.
성혼의 문하에서는 안방준, 김자점 등이 배출되었고 인조반정의 공신 김류와 이귀 역시 성혼의 문하에서 수학한 문인들이다. 후일 이이와 성혼의 문하생들 중의 한명인 사계 김장생의 문하에서 송시열과 송준길 등이 배출되었고, 이이와 성혼은 후일 서인의 종주로서 추앙되었다.

### 별호 우계
파평(坡平)의 우계(牛溪) 옆에 살았기 때문에 “우계 선생”이라 불리었고, 뒷날 우계(牛溪)는 성혼의 호가 되었다.

## 같이 보기
| - 사단칠정 - 이황 - 이이 - 조식 - 정철 - 기축옥사 - 정여립 - 최영경 - 정개청 - 이발 - 이산해 - 기대승 - 송익필 - 송한필 - 안방준 - 김집 | - 기묘사화 - 을사사화 - 조광조 - 김굉필 - 성수침 - 남곤 - 백인걸 - 백유양 - 백유함 - 심의겸 - 김효원 - 김성일 - 김장생 - 김집 - 황윤길 - 송갑조 | - 인조 반정 - 윤황 - 윤선거 - 윤증 - 김자점 - 이귀 - 송시열 - 송준길 - 장유 - 정구 - 삼현수간 |

## 참고 문헌
- 선조실록
- 선조수정실록
- 대동야승
- 연려실기술
- 난중잡록
- 임진필록
- 국조보감
- 석담일기

## 관련 문화재
- 성혼 우계문집 목판 - 경상남도 유형문화재 제266-1호